# Alžirske zračne snage
Alžirske zračne snage (ara. القوات الجوية الجزائرية) je ratno zrakoplovstvo Alžira te je grana Oružanih snaga Alžira. Osnovna zadaća Alžirskih zračnih snaga je osiguranje suvereniteta zračnog prostora Alžirske Narodne Demokratske Republike.

## Suradnja sa SSSR-om / Rusijom
Svi lovci i borbeni zrakoplovi koje Alžir ima u svojim zračnim snagama kupljeni su od SSSR-a ili zemalja nastalih raspadom Sovjetskog Saveza (iako se ponajviše trgovalo s Rusijom). Osim vojnih zrakoplova marke Mikojan-Gurevič i Suhoj, od istog dobavljača kupljeni su i transportni helikopteri i zrakoplovi od marka Mil, Kamov i Iljušin.
Alžir je 2006. s Rusijom sklopio veliki ugovor o kupnji 80 modernih vojnih zrakoplova koji će biti isporučeni. Time će Alžir izvršiti modernizaciju svojeg ratnog zrakoplovstva. Riječ je o lovcima Su-30 i modernim školskim zrakoplovima koji mogu poslužiti i kao laki lovci, Jak-130.

## Suradnja sa Zapadom
Osim Rusije, Alžir je sklopio ugovor i s nekim zapadnim zemljama, primjerice Velikom Britanijom i Italijom o nabavci modernih helikoptera. Od Velike Britanije je naručeno četiri helikoptera AgustaWestland Super Lynx koji služe protupodmorničkom djelovanju. Također, naručeno je šest helikoptera AgustaWestland EH101 za potrebe civilnog i vojnog traženja i spašavanja. Svi navedeni helikopteri bit će isporučeni Alžiru tokom 2010. godine s time da je Westland Lynx prebačen nacionalnoj ratnoj mornarici.
Također, Alžir među svojim helikopterskim resursima ima helikoptere marke Bell i Eurocopter koji su kupljeni od Švicarske, odnosno Francuske.
Velika većina transportnih zrakoplova Alžirskih zračnih snaga kupljeno je od Sjedinjenih Američkih Država. Riječ je o zrakoplovima C-130 Hercules, Beechcraft King Air, Raytheon 200, Raytheon 1900D te Gulfstream III i V.

## Popis letjelica Alžirskih zračnih snaga
Alžirske zračne snage raspolažu s 259 zrakoplova - 105 borbena zrakoplova i lovca, 77 školskih zrakoplova, 71 transportnim zrakoplovom i 6 zračnih tankera. Također, ratno zrakoplovstvo ima na raspolaganju i 161 helikopter koji se koriste u različite namjene, ovisno o modelu.
| Zrakoplov                  | Slika | Doveden iz                  | Vrsta                                             | Model                       | U službi | Napomena                                                                                      |
| -------------------------- | ----- | --------------------------- | ------------------------------------------------- | --------------------------- | -------- | --------------------------------------------------------------------------------------------- |
| MiG-29                     |       | Rusija Bjelorusija Ukrajina | višenamjenski borbeni zrakoplov                   | MiG-29S                     | 34       |                                                                                               |
| MiG-25                     |       | Rusija                      | presretač                                         | MiG-25P MiG-25PD MiG-25RBSH | 14       |                                                                                               |
| Su-24                      |       | SSSR                        | lovac zrakoplov za elektroničko ratov.            | Su-24MK2 Su-24MRK2 Su-24MP  | 22       |                                                                                               |
| Su-30                      |       | Rusija                      | borbeni zrakoplov lovac                           | Su-30MKA                    | 44       |                                                                                               |
| Aero L-39 Albatros         |       | Čehoslovačka                | napredni školski zrakoplov laki lovac             | L-39ZA L-39 C               | 30       |                                                                                               |
| Jak-130                    |       | Rusija                      | napredni školski zrakoplov laki lovac             | Jak-130                     | 16       |                                                                                               |
| Zlin Z-142                 |       | Alžir Čehoslovačka          | školski zrakoplov                                 | Z-142                       | 20       |                                                                                               |
| Zlin Z-43                  |       | Alžir Čehoslovačka          | školski zrakoplov                                 | Z-43                        | 20       | Riječ je o alžirskoj licencnoj kopiji nazvanoj Safir-43.                                      |
| Beechcraft King Air        |       | SAD                         | višenamjenski transportni zrakoplov               | C90                         | 4        |                                                                                               |
| Raytheon 200               |       | SAD                         | višenamjenski transportni zrakoplov               | Raytheon 200 Raytheon 200T  | 8 2      |                                                                                               |
| Raytheon 1900D             |       | SAD                         | višenamjenski transportni zrakoplov               | Raytheon 1900D              | 6        |                                                                                               |
| CASA C-295                 |       | Španjolska                  | transportni zrakoplov izviđačko-ophodni zrakoplov | C-295                       | 5        | Jedan zrakoplov je izgubljen u nesreći na jugu Francuske 9. studenog 2012.                    |
| Fokker F27 Friendship      |       | Nizozemska                  | transportni zrakoplov izviđačko-ophodni zrakoplov | F27-400                     | 2        |                                                                                               |
| Gulfstream III             |       | SAD                         | VIP transportni zrakoplov                         |                             | 3        |                                                                                               |
| Gulfstream V               |       | SAD                         | VIP transportni zrakoplov                         |                             | 1        |                                                                                               |
| Airbus A340                |       | Francuska                   | VIP transportni zrakoplov                         | A340-500                    | 1        |                                                                                               |
| Il-76                      |       | SSSR Rusija                 | transportni zrakoplov                             | Il-76MD Il-76TD             | 3 8      |                                                                                               |
| C-130                      |       | SAD                         | transportni zrakoplov                             | C-130H C-130H-30            | 8        |                                                                                               |
| Lockheed L-100 Hercules    |       | SAD                         | transportni zrakoplov                             | L-100                       | 3        |                                                                                               |
| Il-78                      |       | SSSR Rusija                 | zračni tanker                                     | Il-78M/T                    | 5        |                                                                                               |
| PZL W-3 Sokół              |       | Poljska                     | helikopter za obuku pilota                        | PZL W-3 Sokół               | 8        |                                                                                               |
| Bell 412                   |       | SAD Švicarska               | transportni helikopter                            | 412EP                       | 3        | Helikopteri služe za VIP i višenamjenski transport.                                           |
| Eurocopter AS 355 Ecureuil |       | Francuska                   | višenamjenski helikopter                          | AS 355N AS 555N             | 12       |                                                                                               |
| Mi-2                       |       | Poljska                     | višenamjenski helikopter                          | Mi-2                        | 2        |                                                                                               |
| Mi-8                       |       | SSSR                        | transportni helikopter                            | Mi-8                        | 33       |                                                                                               |
| Mi-17                      |       | Rusija                      | transportni helikopter                            | Mi-17                       | 42       |                                                                                               |
| Mil Mi-24                  |       | SSSR Ukrajina               | jurišni helikopter                                | Mi-24MKIII SuperHind        | 36       | Helikopteri će u Alžiru biti nadograđeni s modela MKIII na model MKIV zajedno s ATE sustavom. |
| Ka-32                      |       | SSSR                        | helikopter za civilno traženje i spašavanje       | Ka-32T Ka-32C               | 2 1      | Modeli 32T su stacionirani u zračnoj bazi Bousfer a model 32C u bazi Boufarik.                |
| Seeker                     |       | JAR                         | bespilotna letjelica                              | Seeker II                   | 6        |                                                                                               |

## Vanjske poveznice
- Video materijali Alžirskih zračnih snaga i vojske  Arhivirana inačica izvorne stranice od 5. rujna 2010. (Wayback Machine)
- Algaf.bravehost.com  Arhivirana inačica izvorne stranice od 8. srpnja 2011. (Wayback Machine)
- Xairforces.net
- Avions-militaires.net[neaktivna poveznica]